# Sonic Universe
Sonic Universe is een spin-off stripserie van Archie Comics' Sonic the Hedgehog stripserie. De eerste uitgave was 25 februari 2009 en wordt nog steeds maandelijks uitgegeven. Het verhaal loopt parallel aan de originele serie en is gemaakt om de horizon ervan te verbreden. Ook vult het het gat als "tweede stripserie" nadat Sonic X uit de schappen werd gehaald.

## Inhoud
Er zijn tot nu toe vier verhalen gepubliceerd in Sonic Universe en er is één aangekondigd voor de toekomst.
The Shadow Saga (editie #1 t/m #4)
Een kroniek rondom Shadow the Hedgehog en de andere leden van de militaire organisatie G.U.N.
Mobius: 30 Years Later (editie #5 t/m #8)
Dit verhaal speelt zich 30 jaar later af dan het heden in de Archie Comics. Koning Sonic, koningin Sally en Knuckles' dochter Lara-Su zorgen voor een reünie met de kinderen van de voormalige Freedom Fighters om hun teruggekeerde vijanden te verslaan, waaronder Lien-Da en een fusie van Tikal en Chaos.
Knuckles: The Return (editie #9 t/m #12)
Een verhaal met in de hoofdrol Knuckles en zijn Chaotix die Angel Island en de Master Emerald proberen te redden van de kwaadaardige Dr. Finitevus, een van zijn grootste vijanden na Knuckles' transformatie in Enerjak. De Downunda Freedom Fighters komen later ook langs om Downunda te beschermen.
Journey to the East (editie #13 t/m #16)
Sonic, Tails, Sally en Monkey Khan reizen door het oosterse Dragon Kingdom om de clans van het Iron Dominion over te halen naar de goede kant te stappen. Na een korte tijd vermist te zijn duikt uiteindelijk Fiona Fox weer op, een oude bekende verraadster.
The Tails Adventure (editie #17 t/m #20)
Een verhaal met Tails in de hoofdrol die een avontuur beleeft op Cocoa Island terwijl hij Bunnie Rabbot en Antoine D'Coolette escorteert op hun langverwachte huwelijksreis. Het verhaal zal gebaseerd zijn op het klassieke spel Tails Adventure uit 1995.